# Скарлет О'Хара
Скарлет О'Хара (на английски: Scarlett O'Hara), родена Кейти Скарлет О'Хара (Хамилтън/Кенеди/Бътлър) е главната героиня в книгата на Маргарет Мичъл „Отнесени от вихъра“ и по-късно в едноименния филм. Книгата е написана през 1936 година, а филмът е от 1939 година.
Скарлет О'Хара е на 16 години в началото на книгата – красива, ухажвана, суетна, разглезена и егоцентрична. Тя се опитва да спечели любовта на Ашли, от съседната плантация. До такава степен е обсебена от тази идея, че не забелязва много от нещата, които стават около нея.
След края на войната тя прави всичко възможно да не загуби тяхната плантация „Тара“ и става твърда, безскрупулна и материалистична.
За ролята на Скарлет във филма са повикани на кастинг 32 актриси. Кастингите продължават от 1936 до края на 1938 година. Някои от актрисите, които са се състезавали за тази роля са Пола Негри, Клара Боу, Джоан Крофорд, Клодет Колбер, Джинджър Роджърс, Барбара Стануик, Бети Дейвис и Полет Годар.
През 1994 г. по книгата „Скарлет“ на писателката Александра Рипли, която е продължение на романа „Отнесени от вихъра“, е направен едноименен телевизионен минисериал с участието на Джоан Уоли като Скарлет О'Хара, Тимъти Долтън като Рет Бътлър, Ан-Маргрет като Бел Уотлинг, Анабет Гиш, Шон Бийн и други.
В българските дублажи на филма Скарлет О'Хара се озвучава от Албена Павлова в първия дублаж на БНТ през 90-те години, Ева Демирева във втория дублаж през 2003 г. и Силвия Русинова в дублажа на Арс Диджитал Студио през 2008 г.